# Ma Zhanshan

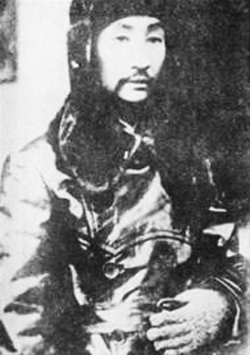
Ma Zhanshan, vor 1940

Ma Zhanshan (chinesisch 馬占山 / 马占山, Pinyin Mǎ Zhànshān, W.-G. Ma Chan-shan; Zì 秀芳,  Xiùfāng,  Hsiu-fang; * 1885 in Gongzhuling, Chinesisches Kaiserreich; † 29. November 1950 in Peking, Volksrepublik China) war ein chinesischer General, der während der japanischen Invasion der Mandschurei gegen die Kaiserlich Japanische Armee kämpfte, kurzzeitig zum japanischen Marionettenstaat Mandschukuo überlief, rebellierte und erneut gegen die Japaner in der Mandschurei und anderen Gebieten Chinas während des Zweiten Sino-Japanischen Krieges kämpfte.

## Leben

### Junge Jahre
Ma wurde 1885 als Sohn armer Eltern in Gongzhuling in der Provinz Jilin geboren. Im Alter von 20 Jahren trat er den Sicherheitskräften des Distrikts Huaide bei. Aufgrund seiner Schieß- und Reitkünste wurde er 1908 von Wu Junsheng, dem Kommandeur der Garnison von Mukden, zum Wachoffizier des 4. Battalions der Sicherheitskräfte ernannt.
1913 wurde er zum Major und Kommandeur der 3. Kompanie, 3. Regiment, 2. Brigade der Zentralen Kavalleriearmee der Armee der Republik China befördert. 1920 wurde er zum Oberst unter seinem Patron Wu Junsheng.
Mit diesem trat er in die Nordöstliche Armee des Warlords Zhang Zuolin ein, wo er als Oberst die 5. Kavalleriebrigade, die 17. Kavalleriedivision und schließlich als Brigadegeneral die 3. Infanteriedivision der Heilongjiang-Armee führte. Nach Zhangs Tod 1928 wurde er zum Kommandeur der Banditenbekämpfung und Oberbefehlshaber der Kavallerie der Provinzarmee ernannt.

### Invasion der Mandschurei
Als die japanische Kwantung-Armee infolge des Mukden-Zwischenfalls gewaltsam in die Provinzen Liaoning und Jilin eindrangen, setzte sich der Gouverneur der Provinz Heilongjiang, Wan Fulin, nach Peking ab ohne jemanden zu ernennen, der an seiner statt die Verteidigung gegen die Japaner organisieren sollte. Zhang Xueliang, der starke Mann in der Mandschurei, telegraphierte in die Hauptstadt Nanjing und bat um Anweisungen. In der Folge ernannte er Ma Zhanshan am 10. Oktober 1931 zum Gouverneur und Oberbefehlshaber von Heilongjiang. Dieser traf am 19. Oktober in der Hauptstadt der Provinz, Tsitsihar ein und übernahm am folgenden Tag das Kommando. In den kommenden Tagen beriet er sich mit seinen Kommandeuren, inspizierte persönlich die Verteidigungsanlagen der Stadt und ließ Leute verhaften, die für eine Kapitulation vor den Japanern plädierten. Er begründete dies mit folgender Aussage: „Ich wurde zum Gouverneur der Provinz ernannt und habe die Befugnis die Provinz zu verteidigen, und ich werde niemals ein kapitulierender General sein“.
Ende Oktober forderten die Japaner von Ma die Erlaubnis zum Wiederaufbau einer Brücke über den Nen Jiang, welche während einer früheren Auseinandersetzung gesprengt worden war, um das Vorrücken eines chinesischen Warlords zu verhindern. Obwohl Ma die Erlaubnis verweigerte, entsandten die Japaner eine Reparaturabteilung, geschützt von etwa 800 japanischen Soldaten. Als 2.500 chinesische Soldaten die Japaner vertreiben wollten, kam es zur Schlacht an der Nen-Jiang-Brücke, als deren mittelbare Folge die Japaner die Jiangqiao-Kampagne starteten. Obwohl Ma im Angesicht der überlegenen japanischen Ausrüstung wie Panzer und Flugzeuge sich mit seinen Truppen zurückziehen musste, wurde er für seinen frühen Widerstand zu einem Nationalen Helden erklärt, und sowohl nationale als auch internationale Medien berichteten über den heldenhaften General Zhanshan. Ding Chao und andere chinesische Generäle folgten seinem Beispiel, und so kam es neben der Schlacht von Harbin zu zahlreichen anderen Widerstandsaktionen, während viele chinesische Zivilisten sich freiwillig für die Truppen meldeten. Am 18. November evakuierte Ma Tsitsihar und zog sich unter schweren Verlusten nach Hailun zurück.

### Mandschukuo
Aufgrund seiner neuerlichen Bekanntheit und Vorbildfunktion für die Chinesen trat der japanische Geheimdienstoberst Doihara Kenji in Kontakt mit Ma und bot ihm eine große Summe Geld, wenn er zur neu zu gründenden Mandschurischen Armee überlaufen und den neuen Staat Mandschukuo unterstützen würde. Nach einigem Zögern, während dessen er die Entwicklung abwartete, stimmte er dem Vorschlag am 14. Februar 1932 zu. Er wurde nach Mukden geflogen und nahm dort an einem Allmandschurischen Kongress teil, auf dem die Gründung das Kaiserreich Mandschukuo und die Einsetzung des gestürzten Qing Kaisers Puyi als Herrscher beschlossen wurde. Ma war krank, als die Unabhängigkeitserklärung ratifiziert wurde, weshalb er diese nicht unterschrieb. Dafür nahm er an der Krönung Puyis zum Kaiser teil und wurde von diesem kurz darauf zum Kriegsminister ernannt. Er erhielt außerdem die Bestätigung, immer noch Gouverneur der Provinz Heilongjiang zu sein. Obwohl sie ihn selbst angeworben hatten, trauten die Japaner Ma genau so wie anderen Vertretern Mandschukuos nicht, und er musste vor allen wichtigen Entscheidungen japanische Berater konsultieren.
Als ihm bewusst wurde, dass er nicht die gleichen Vollmachten besaß, die er noch als relativ unabhängiger Gouverneur besessen hatte, beschloss Ma zu rebellieren. Im geheimen und unter Einsatz von japanischen Geldern und Ausrüstung stellte er eine Freiwilligenarmee zusammen. Nach außen hin geschah dies, um mit ihr an der Befriedung von Mandschukuo teilzunehmen. Im geheimen schaffte er Waffen und Munition beiseite und brachte die Familien seiner Soldaten in Sicherheit, bevor er am 1. April 1932 von Tsitsihar aus zu einer Antipartisanenaktion aufbrach. Am 7. April ließ er in Heihe die Maske fallen und erklärte die Unabhängige Provinz Heilongjiang für wiederhergestellt. Er reorganisierte seine Truppe in 9 Brigaden und stellte aus den zu ihm strömenden Freiwilligen 11 weitere Gruppen in seinem ganzen Machtbereich auf. Diese Armee nannte sich Nordöstliche Antijapanische Nationale Befreiungsarmee, der sich bald die meisten Antijapanischen Armeen der Region anschlossen, sodass Ma nach japanischen Schätzungen über bis zu 300.000 Kämpfer verfügte.
Nachdem er einige Abteilungen zur Unterstützung Ding Chaos an den Unterlauf des Sungari gesandt hatte, brach Ma mit seinen restlichen Truppen in Richtung Harbin auf. Sie führten unter anderem 20 Haubitzen mit sich und wurden von einer kleinen Staffel aus sieben Flugzeugen unterstützt. Ma konnte kleinere Feindgruppen, die ihm entgegengesandt wurden, zwar in Hinterhalte locken und zerschlagen, musste aber erkennen, dass er gegen die mandschurischen und japanischen Truppen, welche sich vor Harbin sammelten, momentan nichts ausrichten konnte, und wandte sich deshalb südwestlich in Richtung Tsitsihar.
Ungefähr zur gleichen Zeit begannen kleinere unabhängige Partisanengruppen in der ganzen Provinz Heilongjiang japanische und mandschurische Einrichtungen zu überfallen. Die zur Eindämmung der Unruhen entsandten Truppen der Kaiserlich Mandschurischen Armee wagten es entweder nicht, die unmittelbare Umgebung der Eisenbahnlinien, an denen sie vorrückten, zu verlassen, oder sie liefen direkt zu den Partisanen oder den Truppen Mas über. Diese Truppenabwesenheit führte dazu, dass sich besonders entlang der chinesischen Osteisenbahn Banditenbanden wieder zusammenfanden und Städte und Dörfer überfielen.
Um die Kontrolle wieder zu erlangen, begann die japanische Armee eine von April bis Juli 1932 andauernde Operation zur Niederwerfung Ma Zhanshans. Die Japaner rückten entlang der Eisenbahnstrecken Harbin-Hailung und Tsitsihar-Keshan vor, um den Vormarsch von Mas Truppen zu stoppen. Wo dies möglich war und die Gelegenheit bestand, spalteten sich die japanischen Truppen auf, um kleinere Einheiten von Mas Armee einzukesseln und so zu zerschlagen. Als die Japaner mit dieser Taktik immer erfolgreicher waren, befahl General Ma am 8. Juni 1932 seinen Truppen, sich dem Feind nicht mehr offen zu stellen und Guerilla-Taktiken anzuwenden. Lediglich seine persönliche Garde von 1.000 Mann kämpfte weiterhin als fest organisierter Verband. Diese lose Taktik ohne wirkliche Befehlshaber sorgte jedoch dafür, dass viele der Freiwilligen sich aus dem Widerstand zurückzogen und einfach zu ihren Familien zurückkehrten. Die verbliebenen Truppen konnten den Japanern nur noch geringen Widerstand leisten, und nachdem auch seine Leibgarde bis Juli auf wenige Männer zusammengeschrumpft und Ma nur knapp einer japanischen Einkreisung entkommen war, zog er sich in die Hinggan-Berge am Amur zurück.
Im äußersten Westen Heilongjiangs, an der sowjetischen Grenze, hatte der General Su Bingwen es bisher vermieden, sich und seine Truppen offen auf die Seite Mandschukuos oder Ma Zhanshans zu stellen, und war so bisher von beiden Seiten unbehelligt geblieben. Hierdurch konnten die Bauern in dem von ihm kontrollierten Gebiet im Spätsommer ungestört ihre Ernte einbringen und schufen so eine Versorgungsgrundlage für spätere Operationen.
Als die Japaner Ende September 1932 begannen, ihre Truppen nach Süden zu verlegen, um die dortigen Industrieanlagen vor den Freiwilligenarmeen zu schützen, stellte Su Bingwen sich am 27. September offen auf die Seite der Aufständischen und nahm hunderte japanische Siedler und die Soldaten isolierter japanischer Stützpunkte als Geiseln. Anschließend bewegte er sich mit seinen Truppen, die sich Heilongjiangs Nationale Befreiungsarmee nannten, ostwärts, um sich mit den versprengten Truppenresten Ma Zhanshans zu vereinigen. Als dieser von Sus Revolte erfuhr, verließ er die Berge und vereinigte sich im Bezirk Longmen mit Su.
In Heilongjiang war es im Sommer neben den Einschränkungen durch den dauerhaften Partisanenkrieg zu den schwersten Überschwemmungen seit Jahren gekommen, die einen Großteil der ohnehin schon geringen Ernte zerstört hatten, sodass nicht genügend Nahrungsmittel vorhanden waren, um größere Truppenteile zu versorgen, und aufgrund der schlechten Infrastruktur konnte Su Bingwen nicht genügend Nahrungsmittel aus seinem Gebiet heranschaffen. Daher nahm die Revolte zunehmend die Form eines Raubzuges von Stadt zu Stadt an, um die Kornkammern der Bauern zu plündern.
Mitte Oktober eroberten Mas Soldaten die Stadt Antachen westlich Harbins und zwangen die Einwohner dazu, ihnen umgerechnet 50.000 Dollar und sämtliche Pferde auszuhändigen, bevor sie weiterzogen. Am 26. Oktober griffen sie die Stadt Laha, 110 Kilometer nördlich Tsitsihars an. Als sie erkannten, dass sich eine japanische Garnison in der Stadt befand, bombardierten sie diese durch ihre verbliebene Artillerie und zerstörten dabei auch einen Großteil der Stadt selbst.
Einen ersten Eindruck von der Stärke der Truppen Su Bingwens und Ma Zhanshans erhielten die Japaner am 8. November, als der Unteroffizier Iwakami in Tsitsihar ankam und davon berichtete, wie etwa 4.000 Aufständische seine gesamte Einheit bei Yi’an aufgerieben hatten.
Als Reaktion hierauf entsandten die Japaner etwa 30.000 Soldaten ihrer 14. Infanteriedivision und Kavalleristen der mandschurischen Xing’an-Armee. Am 28. November kam es zu einem ersten Zusammenstoß der Truppen nahe Tsitsihar. Parallel bombardierten japanische Flugzeuge Mas Hauptquartier, welches dieser in Hailar aufgeschlagen hatte. Am 3. Dezember griffen die Japaner die Stadt direkt an und zwangen Ma und Su, sich aus ihr zurückzuziehen. Sie überquerten am 5. Dezember beide die sowjetische Grenze während sich viele ihrer Truppen in kleinen Gruppen in die Provinz Jehol zurückzogen.

### Zweiter Sino-Japanischer Krieg
Ma blieb einige Zeit im Ausland und bereiste die Sowjetunion, Deutschland und Italien, bevor er im Juni 1933 nach China zurückkehrte und Chiang Kai-shek um eine Armee zum Kampf gegen die Japaner bat. Als ihm dies verweigert wurde, ließ er sich enttäuscht in Tianjin nieder, bevor Chiang ihn im Oktober 1936 zurück in die Armee berief, damit er im Chinesischen Bürgerkrieg kämpfte. Als er sich zur Zeit des Zwischenfalls von Xi’an in der Stadt aufhielt, appellierte er an Zhan Xueliang, Chiang nicht zu töten, da dies das ohnehin schon zerrüttete Land endgültig ins Chaos stürzen würde. Er unterschrieb in der Folge die Deklaration über die aktuelle politische Situation, die von Zhang und General Yang Hucheng initiiert wurde. Im Anschluss sandte Zhang Ma als Oberbefehlshaber zur Antijapanischen Kavalleriegruppe der Provinz Suiyuan. Er wurde von diesem Posten jedoch schnell wieder abgezogen, als Chiang Zhang verhaften ließ.
Nach dem Zwischenfall an der Marco-Polo-Brücke wurde Ma zum Kommandeur der Vorgeschobenen Nordöstlichen Armee berufen, die in die vier nordöstlichen Provinzen Liaoning, Jilin, Heilongjiang und Rehe vorstoßen sollte. Als ihm dies nicht gelang, schlug Ma sein Hauptquartier in Datong auf und führte seine Gruppen in mehrere Abwehrgefechte. Zur Verteidigung von Suiyuan schloss er sich mit den Truppen des Generals Fu Zuoyi zusammen.
Ma verabscheute die Politik des nicht Widerstand leistens der Kuomintang-Regierung und stimmte mit der schon immer antijapanischen Politik der Kommunisten überein. 1939 besuchte er Yan’an, um eine Übereinkunft mit der Chinesischen Roten Armee anzuregen, und schloss sich dort im Geheimen den Kommunisten an. 1940 wurde er zum Vorsitzenden der Provisorischen Kommunistischen Regierung der Provinz Heilongjiang ernannt und behielt diesen Titel im Geheimen bis zum Ende des Krieges.
Nach der Kapitulation Japans wurde Ma von der Kuomintang-Regierung zum Sicherheitschef der nordöstlichen Provinzen ernannt, zog sich jedoch ein halbes Jahr später mit der Begründung einer ernsthaften Erkrankung in sein Haus in Peking zurück. Im Januar 1949, nachdem General Fu Zuoyi die Stadt ohne Kampf den Kommunisten übergeben hatte, trat Ma auch offiziell der Kommunistischen Partei bei. Nach der Gründung der Volksrepublik China lud der Vorsitzende Mao Zedong ihn persönlich zur Politischen Konsultativkonferenz des chinesischen Volkes im Juni 1950 ein. Jedoch war seine Erkrankung bereits so weit fortgeschritten, dass er nicht an ihr teilnehmen konnte. Er starb am 29. November 1950 in Peking.